# Labidodemas americanum
Labidodemas americanum is een zeekomkommer uit de familie Holothuriidae.
De wetenschappelijke naam van de soort werd in 1938 gepubliceerd door Elisabeth Deichmann.